# L'esorciccio
L'esorciccio è un film italiano del 1975 diretto e interpretato da Ciccio Ingrassia.
Parodia del famoso L'esorcista (1973), è il secondo film diretto da Ingrassia dopo Paolo il freddo.

## Trama
Durante degli scavi archeologici in "Iraq Centro Sinistra", l'Esorciccio scopre un amuleto, che ha il potere di rendere diabolico chiunque ne venga in possesso.
Questo amuleto viene ritrovato da Luigino, figlio di Pasqualino Abate, il sindaco di Santa Lucia, durante una partita di calcetto tra ragazzi. Come primi segni della possessione, il ragazzino perfora il tronco di un albero con la palla e, dopo la partita, violenta una contadina nei pressi del campo da gioco.
Il giorno successivo la ragazza, accompagnata dalla madre, va a casa del sindaco per chiedere un matrimonio riparatore. Pasqualino non crede alla storia, anzi pensa che sia una macchinazione ordita da Turi Randazzo, suo avversario politico, per screditarlo. La notte stessa il ragazzo abusa anche della domestica e il padre trova nella camera del figlio una gran quantità d'indumenti intimi femminili.

L'esorcismo su Barbara con sale, aglio e peperoncino

Davanti a queste evidenze il padre fa visitare il ragazzo dal dottor Schnautzer, il quale consiglia di rivolgersi all'Esorciccio.
Una volta giunto a casa del Sindaco, l'Esorciccio, accompagnato dal suo assistente Satanetto, procede al rituale: questi però viene aggredito dall'indemoniato ragazzo il quale, durante il tentativo di strangolarlo, perde l'amuleto e "guarisce".
L'amuleto viene però raccolto dalla figlia del sindaco, Barbara: la ragazza, timida e mite, si trasforma in una femme fatale. L'Esorciccio viene richiamato e procede a scacciare il maligno: visto l'insuccesso dell'esorcismo preliminare, sfodera dalla tasca il Libretto Rosso di Mao Tse-tung, invocando il suo intervento. Alla fine la ragazza aggredisce l'Esorciccio e nella breve lotta perde l'amuleto, tornando come prima.
L'amuleto è recuperato dalla madre la quale, il giorno successivo, si sveglia con una lunga barba. L'Esorciccio decide di portarla dal barbiere per raderla e per nascondere il fatto fa travestire la signora da frate cappuccino, ma nella bottega è presente anche Turi Randazzo, l'avversario politico del sindaco. Benché il barbiere tagli la barba, questa ricresce ogni volta e la signora, esasperata, inizia a urlare. L'Esorciccio la nasconde nel retrobottega, nel quale la signora perde l'amuleto e con esso la barba. Non dovendo più nascondersi, esce dal barbiere, ma Turi, insospettito, entra nel retrobottega e trova il saio che la signora indossava per sviare l'identità. Turi chiama quindi a testimoniare in piazza il barbiere Antonio Sgrò, conosciuto da tutti per la spiccata sincerità, ma questi, avendo raccolto l'amuleto, nega l'accaduto facendo arrestare il candidato sindaco per calunnia.
Ormai senza avversari, Pasqualino vince le elezioni e, per compensare il barbiere, gli fa dono di una nuova poltrona. Questi, per ricambiare, dona al sindaco l'amuleto. Durante la cerimonia d'insediamento Pasqualino manifesta la sua possessione urinando davanti a tutti, girando la testa di 180° e cantando una canzone rock in cui cita alcuni dei più noti politici dell'epoca, tra cui Mao, la regina Elisabetta, Kissinger. Nella foga dell'esibizione perde l'amuleto che passa di mano in mano tra i presenti alla cerimonia, scatenando il caos finché non viene inghiottito dall'Esorciccio.

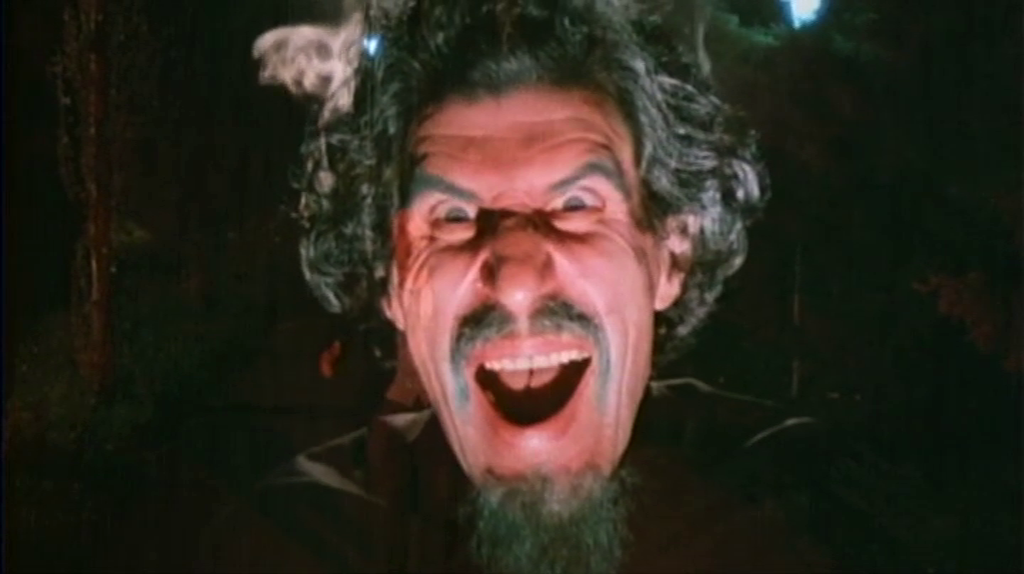
Ingrassia nella scena finale del film

Alla sera, l'Esorciccio e il sindaco parlano dei fatti accaduti, e il secondo si è ormai convinto che sia tutta opera del diavolo. L'Esorciccio sembra prenderlo in giro, ma poi si trasforma in un demone e scompare in una nuvola di fumo.

## Produzione
Il film è stato girato con un budget limitato, parzialmente autofinanziato dallo stesso Ingrassia. La villa dove è stato allestito il set per l'abitazione del sindaco Pasqualino Abate era di proprietà dello stesso Ingrassia e si trova nelle campagne fuori Roma, come anche le ambientazioni sono nella frazione di Santa Lucia di Mentana, oggi Santa Lucia di Fonte Nuova.

## Accoglienza

### Critica
Secondo G. Grazzini, fornito di una rustica vena derisoria contro i potenti, di facili trucchi e amene canzoncine, il film è diretto e interpretato da Ciccio Ingrassia con un umile candore.
Secondo Roy Menarini si tratta di un grande esempio di "parodia di provincia".
Seppur tardivamente, è diventato un film di culto.

## Nella cultura popolare
Nel film Il secondo tragico Fantozzi, durante la ribellione, gli impiegati della Megaditta costringono il superiore prof. Guidobaldo Maria Riccardelli, appassionato cinefilo, a guardare legato L'esorciccio, Giovannona Coscialunga e La polizia s'incazza (film inesistente, ma con un chiaro riferimento al genere cosiddetto poliziottesco in voga in quel periodo).

## Sequel
Inizialmente sarebbe dovuto esserci un sequel del film intitolato L'esorciccio contro King Kong, ma poi il progetto non venne prodotto.